# George Baillie-Hamilton, 12. Earl of Haddington
George Baillie-Hamilton, 12. Earl of Haddington KT MC TD (* 18. September 1894; † 17. April 1986) war ein schottisch-britischer Peer, Politiker und Offizier.

## Leben
Haddington war der ältere Sohn des Brigadier-General George Baillie-Hamilton, Lord Binning (1856–1917), aus dessen Ehe mit Katharine Augusta Millicent Salting († 1952). Sein Vater war der älteste Sohn und Erbe des George Baillie-Hamilton, 11. Earl of Haddington (1827–1917).
Er besuchte das Eton College, absolvierte eine Kadettenausbildung an der Royal Military Academy Sandhurst und trat anschließend als Offizier in die British Army ein. Er diente im Stab des Generalgouverneurs von Kanada. Als Captain der Royal Scots Greys wurde er während des Ersten Weltkriegs verwundet und mit dem Military Cross ausgezeichnet. Nach dem Krieg wurde er Wing Commander der Freiwilligenreserve der Royal Air Force und Major der 19th (Lothians and Border Horse) Armoured Car Company der Territorial Army. Außerdem wurde er Mitglied der Royal Company of Archers.
Im Juni 1917 beerbte er seinen Großvater als 12. Earl of Haddington, 12. Lord Binning and Byres und 12. Lord Binning, da sein Vater bereits wenige Monate zuvor verstorben war. Als solcher war er von 1922 bis 1958 schottischer Representative Peer im House of Lords. Von 1929 bis 1946 amtierte er auch als Deputy Lieutenant von East Lothian, von 1946 bis 1952 als Vice-Lieutenant von East Lothian und 1952 bis 1970 als Lord Lieutenant von East Lothian sowie von Berwickshire. Daneben fungierte er als Friedensrichter in East Lothian und Berwickshire. 1952 wurde er als Knight Companion des Distelordens ausgezeichnet und 1957 erhielt er die Ehrendoktorwürde (Doctor of Law LL. D.) der Glasgow University.
1953 wurde er Fellow der Royal Society of Edinburgh. 1957 wurde er Präsident der Georgian Group of Edinburgh, die später in der Architectural Heritage Society of Scotland aufging. Er lebte mit seiner Familie in Tyninghame House und gestaltete etliche Landschaftsgärten im Umfeld.
Er war seit 1923 mit der Kanadierin Sarah Cook († 1995) verheiratet. Das Paar hatte zwei Kinder:
- Lady Mary Baillie-Hamilton (1934–2022), ⚭ (1) 1954–1965 John Adrian Bailey, ⚭ (2) 1965 David Vernon Russell;
- John George Baillie-Hamilton, 13. Earl of Haddington (1941–2016), ⚭ (1) 1975–1981 Prudence Elizabeth Hayles, ⚭ (2) Susan Jane Antonia Heyworth.

Lady Mary nahm an der Krönung von Königin Elisabeth II. als Ehrenjungfrau teil.